# Олтон (Індіана)
Олтон (англ. Alton) — місто (англ. town) в США, в окрузі Кроуфорд штату Індіана. Населення — 29 осіб (2020).

## Географія
Олтон розташований за координатами 38°7′12″ пн. ш. 86°25′8″ зх. д. / 38.12000° пн. ш. 86.41889° зх. д. (38.120085, -86.418953).  За даними Бюро перепису населення США в 2010 році місто мало площу 0,49 км², з яких 0,45 км² — суходіл та 0,05 км² — водойми.

## Демографія
Згідно з переписом 2010 року, у місті мешкало 55 осіб у 25 домогосподарствах у складі 19 родин. Густота населення становила 112 особи/км².  Було 55 помешкань (112/км²).
Расовий склад населення:
| - 96,4 % — білих - 3,6 % — осіб інших рас |

До двох чи більше рас належало 0,0 %. Частка іспаномовних становила 3,6 % від усіх жителів.
За віковим діапазоном населення розподілялося таким чином: 10,9 % — особи молодші 18 років, 65,5 % — особи у віці 18—64 років, 23,6 % — особи у віці 65 років та старші. Медіана віку мешканця становила 53,2 року. На 100 осіб жіночої статі у місті припадало 129,2 чоловіків;  на 100 жінок у віці від 18 років та старших — 113,0 чоловіків також старших 18 років.
Цивільне працевлаштоване населення становило 22 особи. Основні галузі зайнятості: науковці, спеціалісти, менеджери — 22,7 %, сільське господарство, лісництво, риболовля — 22,7 %, транспорт — 13,6 %, фінанси, страхування та нерухомість — 13,6 %.